# 查尔斯·卢腾斯
查尔斯·卢腾斯（英語： 1900年5月14日—1994年5月10日）为一位美国音讯工程师。他曾4次提名奥斯卡最佳音响效果奖。

## 精选影视作品
- 女童军（英语：Army Girl） (1938)[1]
- 征服者（英语：Man of Conquest） (1939)[2]
- 新闻背后（英语：Behind the News (film)） (1940)[3]
- 恶魔的回馈（英语：The Devil Pays Off） (1941)[4]